# Мост Цзясин — Шаосин
Мост Цзясин—Шаосин или Мост Цзяшао (кит. 嘉兴至绍兴跨海大桥) — комбинированный трансокеанический мостовой переход, пересекающий залив Ханчжоувань, расположенный между городами Цзясин и Шаосин; самый длинный и широкий мост среди многопилонных вантовых мостов; 51-й по длине основного пролёта вантовый мост в Китае; один из самых длинных мостов в мире и Китае. Является частью скоростной автодороги G15W Changtai Чаншу—Тайчжоу.

## Характеристика
Мост соединяет северный берег залива Ханчжоувань городской уезд Хайнин городского округа Цзясин с южным берегом городским уездом Шанъюй городского округа Шаосин.
Длина мостового перехода — 10 138 м, в том числе вантовый мост 2 680 м. Мостовой переход представлен мостом балочной конструкции и одной секцией многопилонного вантового моста с длиной основного пролёта 428 м. Вантовый мост имеет 6 пилонов и 5 основных пролётов. Высота основных башенных опор — 227 м. 
Имеет 8 полос движения (по четыре в обе стороны). Открытие моста сократило время в пути между городами Шанхай и Шаосин. Является четвёртым по очередности открытия мостом через залив Ханчжоувань.
Строительство моста обошлось в 2,23 млрд. долларов США.